# Facteur écologique
Un facteur écologique est un élément d'un milieu (naturel ou anthropisé) susceptible d'agir directement sur tous les êtres vivants au moins pendant une phase de leur développement. Ces facteurs écologiques servent à décrire et analyser ou modéliser un écosystème ou une espèce ou un taxon donné dans le temps et dans l'espace. Selon la classification utilisée, on peut distinguer plusieurs types de facteurs écologiques du milieu s'exerçant sur un organisme vivant.
De manière simplifiée et pratique, les principaux facteurs sont regroupés en deux types. D'une part, les facteurs biotiques sont liés aux composantes biologiques, interactions du vivant sur le vivant, relations intraspécifiques (au sein de la même espèce) et relations interspécifiques (entre deux espèces différentes ou plus). Ces facteurs résultent des interactions entre l'ensemble des êtres vivants du milieu (biocénose) et le biotope. D'autre part, les facteurs abiotiques sont liés aux conditions physico-chimiques du milieu (biotope), telles la température, la lumière et l'humidité.
D'autres classifications de facteurs écologiques distinguent selon les facteurs périodiques ou apériodiques, par exemple la classification de Mondchasky.

## Notions relatives
En réalité, nombre des facteurs dits abiotiques sont contrôlés par des interactions biologiques et boucles de rétroactions complexes. Le vivant est ainsi à la fois capable d'extraire et capter des sels minéraux du sol (via les acides organiques sécrétés par les racines) et de limiter l'érosion des sols et la « fuite » de nutriments vers les écosystèmes marins. Les saumons en remontant à la source où ils mouraient autrefois par millions ramènent ainsi vers le haut du bassin versant des sels minéraux que les pluies et le lessivage par le ruissellement tendent à emporter vers les océans. De même, le guano des oiseaux marins enrichit le milieu terrestre de sels minéraux bioaccumulés par les organismes marins dont les oiseaux marins se nourrissent. Les cachalots remontent des grands fonds des dizaines de tonnes de fer capté en mangeant les pieuvres, calmars et d'autres animaux en profondeur, fer qu'ils libèrent dans les hautes couches de l'océan via leurs excréments. Ce fer classiquement considéré comme facteur abiotique est en réalité également d'origine biotique. La température est considérée comme un « facteur abiotique »,l'humidité et la lumière également; mais la bioturbation est source de micromélange des couches thermiques, et certains superorganismes (termites et leurs termitières, abeilles et ruches) sont thermiquement régulés par les animaux qui les construisent, l'évapotranspiration, la couleur des feuilles permettent aux végétaux de significativement modifier (localement) la température et le taux d'humidité de l'air (microclimat). Les interactions existantes entre les différents êtres vivants (facteur biotique) vont de pair avec un mixage permanent des substances organiques et minérales (facteur à la fois biotique et abiotique), absorbés par les organismes vivants pour leur croissance et reproduction, puis rejetés sous forme de déchets. Ce recyclage permanent d'éléments (en particulier carbone, oxygène, azote et l'eau) est appelé cycle biogéochimique.

## Impact des facteurs écologiques
Ils peuvent agir de différentes façons sur la biocénose. Ils vont notamment intervenir sur :
- l'aire de répartition biogéographique des espèces : une espèce peut être éliminée par un certain facteur d'une aire biogéographique. Il y aura incompatibilité avec les exigences vitales de l'espèce ;
- la densité des populations : modification des taux de natalité-mortalité-fécondité ;
- l'apparition de modifications adaptatives : modification du comportement, du métabolisme.

Par exemple, à partir d'observation de terrain, pour les plantes, le botaniste suisse Elias Landolt a produit une échelle (dite échelle des valeurs Landolt ou Indices Landolt), décrivant les besoins des plantes (de 1 à 5 ) pour chacun des facteurs suivants ;
| Symbole | Caractéristique | Description                                                   |
| ------- | --------------- | ------------------------------------------------------------- |
| F       | Humidité        | Exigences en humidité de la plante                            |
| R       | Réaction        | Exigences en acidité du sol (pH)                              |
| N       | Nutriments      | Exigences en nutriments (sels minéraux) et notamment en Azote |
| L       | Lumière         | Exigences en lumière de la plante                             |
| T       | Température     | Exigences en température                                      |
| K       | Cardinalité     | Exigences en variation thermiques et hydriques.               |

D'autres paramètres interviennent à long terme (exemple : présence ou absence d'un symbiote, d'un pollinisateur, mais il s'agit alors de facteurs biotiques).

## Loi et concept rattachés aux facteurs écologiques

### Loi du minimum de Liebig
Au début, la loi de Liebig sur le minimum a été définie par rapport aux espèces végétales. Elle stipulait que la croissance des végétaux n'était possible que dans la mesure où tous les éléments indispensables pour assurer cette croissance étaient présents en quantité suffisante dans le sol.
Ce sont donc les éléments déficitaires et rares qui vont conditionner la croissance.
Par conséquent, le rendement de la biomasse ne dépend qu'en partie de cet élément décrit comme facteur limitant.
Cette loi peut être étendue à l'ensemble des acteurs écologiques et à l'ensemble des organismes.

### Loi de tolérance de Shelford
Un facteur écologique joue le rôle de facteur limitant lorsqu'il conditionne les possibilités de succès d'un organisme dans ses tentatives de colonisation d'un milieu.
Ce facteur peut être limitant par son absence ou par excès.

Cette notion de facteur limitant s'applique à tous les facteurs écologiques.
Ainsi chaque être vivant présente vis-à-vis des facteurs écologiques des limites de tolérance entre lesquelles se situe la zone de tolérance et l'optimum écologique (optimum de Shelford (en)).